# Velleda (nome)
Velleda  è un nome proprio di persona italiano femminile.

## Varianti
- Femminili: Veleda, Velide, Welleda
- Maschili: Velledo

## Origine e diffusione

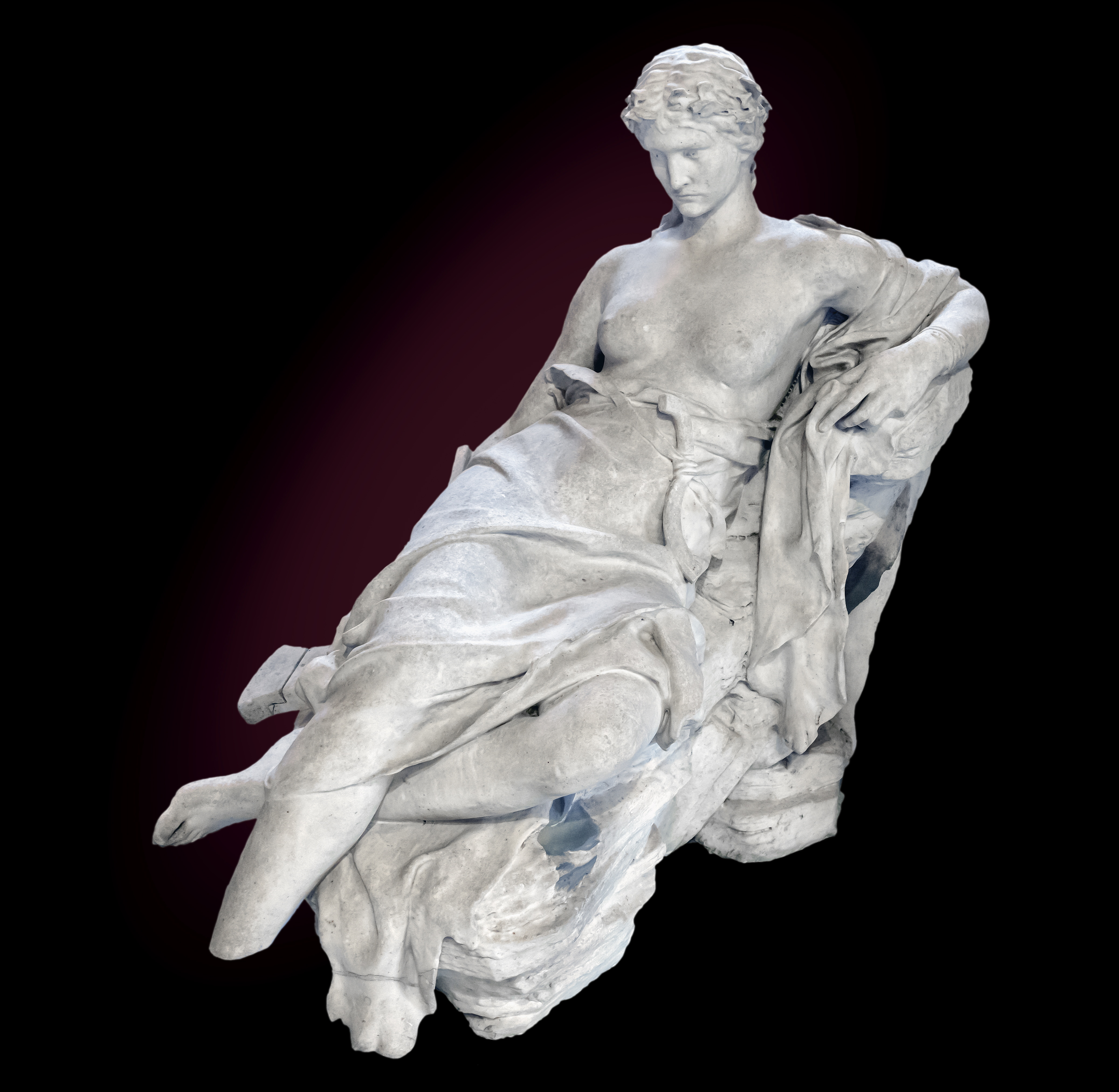
Scultura di Velleda nel Musée des Augustins

È il nome d'origine celtica della profetessa germanica Velleda che, nel I secolo d.C., animò la rivolta dei batavi guidata da Giulio Civile contro l'impero romano. Il suo potrebbe essere stato un generico titolo con cui si indicava il suo ruolo di sociale profetessa (si confronti anche il vala dell'antico norvegese).
Si tratta comunque di un nome dalla singolare origine celtica, un nome comune divenuto nome proprio. L'evoluzione antroponimica è effettivamente attestata altrove, nella forma ogamica Velitas, il cui corrispettivo maschile potrebbe essere un ipotetico *Veleto-s. Alla t originaria del nome celtico si sarebbe poi sostituita, nel germanico dei bructeri, la d intervocalica.
L'etimologia celtica del nome è poi strettamente correlata a quella di un titolo sociale in antico irlandese, attribuito ai filid (sing. file), gli esponenti di una classe elitaria della tradizione letteraria irlandese.
La forma comune ricorre anche in lingua gallese e bretone come gweled, la cui etimologia celtica - con la sua connessione a vedere - rimanda a una figura con doti di veggenza.

## Onomastico
Il nome è adespota, cioè non esistono sante che l'abbiano portato; l'onomastico quindi ricade il 1º novembre, ad Ognissanti.

## Persone
- Velleda, sacerdotessa della tribù germanica dei bructeri
- Velleda Cesari, schermitrice italiana

## Il nome nelle arti
- Velleda è il nome della eroina del romanzo Les Martyrs di François-René de Chateaubriand,  druidessa germanica ispirata all'omonima figura storica di Velleda.
- Veleda è il nome scelto per il suo alter ego femminile dal protagonista del romanzo storico di ambientazione medievale Predatore (titolo originale Raptor 1992 Doubleday -  Ed. italiana 1993 RCS) dello scrittore statunitense Gary Jennings.